# نيكشيتش

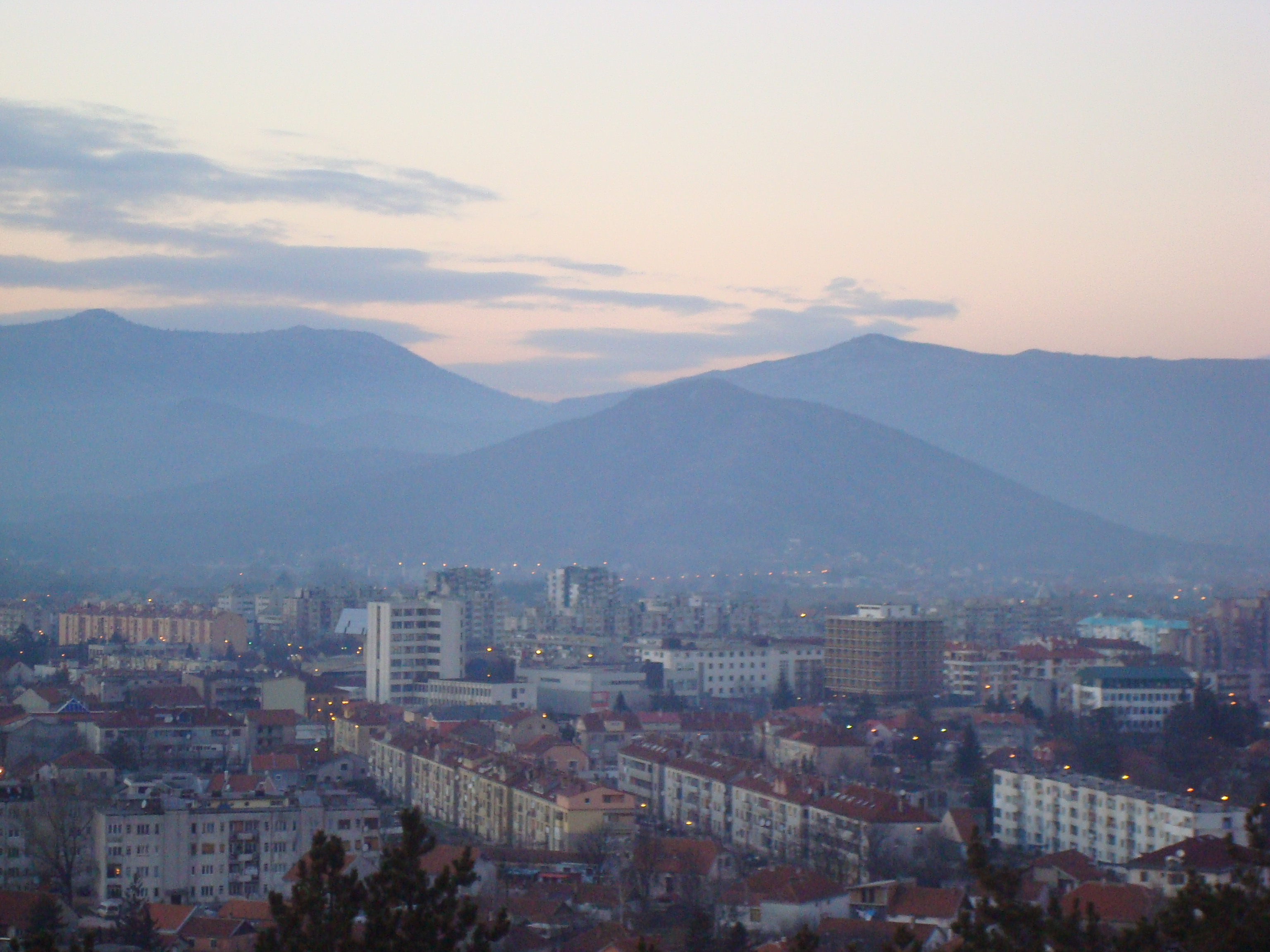

نيكشيتش (بالمونتنيغرية: Никшић) هي مدينة في الجبل الأسود. في 2003 كان عدد سكان المدينة حوالي 75,000. نيكشيتش ثاني أكبر مدينة في البلاد بعد بودغوريتسا، وهي مركز صناعي ثقافي وتعليمي هام. المناخ في منطقة نيكشيتش له خصائص لكل من مناخ البحر الأبيض المتوسط والمناخ القاري.
تقع نيكشيتش في سهل نيكشيتش، عند سفح جبل تريبييسا.

## المناخ
يظهر الجدول التالي التغييرات المناخية على مدار السنة لنيكشيتش:
| البيانات المناخية لـنيكشيتش                                   | البيانات المناخية لـنيكشيتش | البيانات المناخية لـنيكشيتش | البيانات المناخية لـنيكشيتش | البيانات المناخية لـنيكشيتش | البيانات المناخية لـنيكشيتش | البيانات المناخية لـنيكشيتش | البيانات المناخية لـنيكشيتش | البيانات المناخية لـنيكشيتش | البيانات المناخية لـنيكشيتش | البيانات المناخية لـنيكشيتش | البيانات المناخية لـنيكشيتش | البيانات المناخية لـنيكشيتش | البيانات المناخية لـنيكشيتش |
| الشهر                                                         | يناير                       | فبراير                      | مارس                        | أبريل                       | مايو                        | يونيو                       | يوليو                       | أغسطس                       | سبتمبر                      | أكتوبر                      | نوفمبر                      | ديسمبر                      | المعدل السنوي               |
| ------------------------------------------------------------- | --------------------------- | --------------------------- | --------------------------- | --------------------------- | --------------------------- | --------------------------- | --------------------------- | --------------------------- | --------------------------- | --------------------------- | --------------------------- | --------------------------- | --------------------------- |
| متوسط درجة الحرارة الكبرى °م (°ف)                             | 5.6 (42.1)                  | 6.7 (44.1)                  | 10.2 (50.4)                 | 14.3 (57.7)                 | 19.4 (66.9)                 | 23.1 (73.6)                 | 26.7 (80.1)                 | 26.9 (80.4)                 | 22.8 (73.0)                 | 17.5 (63.5)                 | 11.3 (52.3)                 | 7.1 (44.8)                  | 16.0 (60.7)                 |
| المتوسط اليومي °م (°ف)                                        | 1.4 (34.5)                  | 2.5 (36.5)                  | 5.5 (41.9)                  | 9.5 (49.1)                  | 14.2 (57.6)                 | 17.5 (63.5)                 | 20.5 (68.9)                 | 20.1 (68.2)                 | 16.3 (61.3)                 | 11.4 (52.5)                 | 6.6 (43.9)                  | 2.9 (37.2)                  | 10.7 (51.3)                 |
| متوسط درجة الحرارة الصغرى °م (°ف)                             | −2.1 (28.2)                 | −0.9 (30.4)                 | 1.5 (34.7)                  | 5.0 (41.0)                  | 8.9 (48.0)                  | 11.9 (53.4)                 | 14.1 (57.4)                 | 13.9 (57.0)                 | 10.8 (51.4)                 | 6.8 (44.2)                  | 3.0 (37.4)                  | −0.4 (31.3)                 | 6.0 (42.9)                  |
| الهطول مم (إنش)                                               | 208.4 (8.20)                | 194.4 (7.65)                | 185.6 (7.31)                | 170.3 (6.70)                | 108.2 (4.26)                | 92.7 (3.65)                 | 61.0 (2.40)                 | 90.2 (3.55)                 | 138.1 (5.44)                | 201.7 (7.94)                | 300.6 (11.83)               | 239.1 (9.41)                | 1٬990٫3 (78.34)             |
| متوسط أيام هطول الأمطار (≥ 0.1 mm)                            | 13                          | 12                          | 12                          | 13                          | 12                          | 12                          | 8                           | 8                           | 8                           | 10                          | 13                          | 13                          | 134                         |
| متوسط الرطوبة النسبية (%)                                     | 72                          | 70                          | 67                          | 67                          | 67                          | 67                          | 57                          | 59                          | 66                          | 71                          | 75                          | 74                          | 68                          |
| ساعات سطوع الشمس الشهرية                                      | 112.9                       | 116.8                       | 151.1                       | 169.0                       | 213.2                       | 238.4                       | 312.2                       | 284.6                       | 226.5                       | 187.9                       | 117.2                       | 107.9                       | 2٬237٫7                     |
| المصدر: Hydrological and Meteorological Service of Montenegro |                             |                             |                             |                             |                             |                             |                             |                             |                             |                             |                             |                             |                             |

## أعلام
- زيليكو بتروفيتش
- ميلو جوكانوفيتش
- ميركو فوتشينيتش
- دراغان دوكانوفيتش
- أندريا ديليباشيتش

## وصلات خارجية
- الموقع الرسمي